# Thibault de Montalembert
Thibault de Montalembert (Laval, 10 februari 1962) is een Franse acteur.

## Biografie
Thibault de Montalembert komt uit een adellijke familie waarvan de oorsprong teruggaat tot de Eerste Kruistocht. Hij groeide op in Parijs en in het familiekasteel van Hauterive. Hij heeft zes oudere broers en zussen.

## Filmografie
| Jaar      | Oorspronkelijke titel          | Rol                        | Regisseur         | Nederlandse titel                  |
| --------- | ------------------------------ | -------------------------- | ----------------- | ---------------------------------- |
| 1991      | La Vie des Morts               | Christian Mac Gillis       | Arnaud Desplechin | La Vie des Morts                   |
| 1992      | Indochine                      | Charles-Henri              | Régis Wargnier    | Indochine                          |
| 2006      | Je vais bien, ne t'en fais pas | de psychiater              | Philippe Lioret   | Je vais bien                       |
| 2013–     | Tunnel                         | Olivier Pujul, Elises chef |                   | The Tunnel                         |
| 2015–2020 | Dix pour cent                  | Mathias Barneville         |                   | Dix pour cent                      |
| 2016      | Chocolat                       | Jules Moy                  | Roschdy Zem       | Chocolat                           |
| 2019      | The King                       | Karel VI                   | David Michôd      | The King                           |
| 2022      | Im Westen nichts Neues         | General Ferdinand Foch     | Edward Berger     | Van het westelijk front geen nieuw |
| 2022      | King                           | Paul Sauvage               | David Moreau      | King                               |

- Biblioteca Nacional de España: XX5761255
- Bibliothèque nationale de France: cb14208083h (data)
- Gemeinsame Normdatei: 1062270401
- International Standard Name Identifier: 0000 0003 9859 3117
- Library of Congress Control Number: nr98041947
- MusicBrainz: 118b08b3-e456-4df5-88ee-f8cae5b63212
- Nationale Bibliotheek van Israël: 987007353173805171
- Nederlandse Thesaurus van Auteursnamen: 330147552
- Système universitaire de documentation: 081261357
- Virtual International Authority File: 219393104
- WorldCat: E39PBJwmQHjX664Q88GhjMXGHC